# Prima bătălie a Atlanticului (Primul Război Mondial)
Prima bătălie a Atlanticului (denumită astfel pentru a se diferenția de campania cu același nume din Al Doilea Război Mondial) a fost un conflict naval de anvergură între submarinele germane și flotele Aliaților în apele Oceanului Atlantic, mările din jurul Insulelor Britanice, Marea Nordului și coastele Franței.
Inițial, campania U-boat a fost direcționată împotriva Flotei Britanice. Mai târziu, campania a fost extinsă împotriva rutelor comerciale maritime ale puterilor Aliate. Campania a fost distructivă, rezultând în distrugerea a aproape jumătate din flota comercială Britanică.

## Tabel
| Data | Nave scufundate     | Tonaj     | Submarine germane distruse |
| ---- | ------------------- | --------- | -------------------------- |
| 1914 | 3                   | 2,950     | 5                          |
| 1915 | 390                 | 700,782   | 11                         |
| 1916 | 350                 | 508,745   | 7                          |
| 1917 | Nu este înregistrat | 2,895,983 | 29                         |
| 1918 | 435                 | 1,044,822 | 25                         |